# Diecezja Bułgarska
Diecezja Bułgarska – jedna z trzech etnicznych jednostek administracyjnych Kościoła Prawosławnego w Ameryce. Jej ordynariuszem jest biskup Toledo Aleksander (Golitzin).
Diecezja zrzesza te etnicznie bułgarskie parafie Kościoła, które wyraziły chęć wyodrębnienia się w jej ramach, w miejsce tradycyjnej przynależności do jednej z 11 diecezji terytorialnych. W 2010 parafie diecezji znajdowały się w 6 stanach USA: Kalifornii, Dystrykcie Kolumbii, Illinois, Indianie, Michigan i Ohio; oraz w kanadyjskiej prowincji Ontario.
Łącznie na jej obszarze znajduje się 16 parafii, 3 misje oraz Monaster Krzyża Świętego w Castro Valley.
Diecezja bułgarska powstała jako struktura grupująca etniczne parafie bułgarskie w Stanach Zjednoczonych i Kanadzie w ramach Rosyjskiego Kościoła Prawosławnego poza granicami Rosji. W jurysdykcję Kościoła Prawosławnego w Ameryce przeszła w 1976 decyzją swojego biskupa Cyryla (Jonczewa). Pozostawał on ordynariuszem diecezji do swojej śmierci. 
9 lipca 2011 zjazd duchowieństwa i wiernych administratury nominował do przyjęcia chirotonii biskupiej i objęcia katedry archimandrytę Aleksandra (Golitzina). Jego wyświęcenie miało miejsce 5 maja 2012.